# Alleinunfall

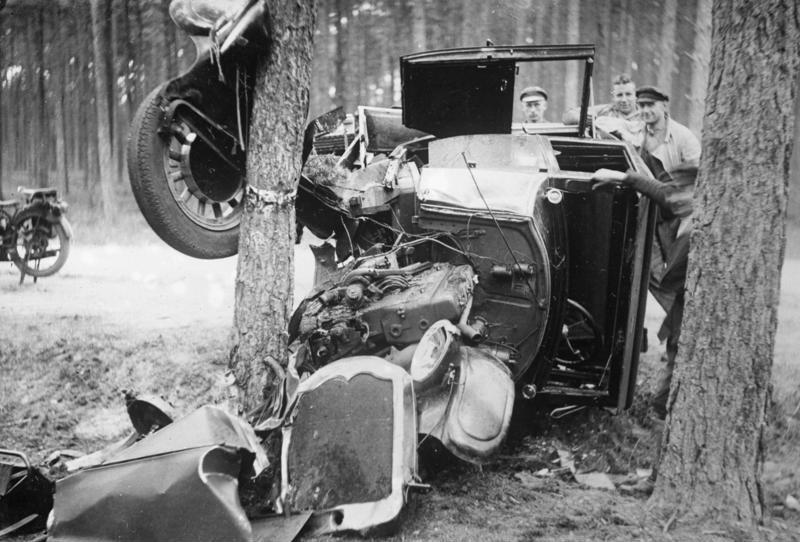
Alleinunfall durch Abkommen von der Fahrbahn und Kollision mit einem Baum infolge einer Reifenpanne (1930)

Als Alleinunfall (Schweiz: Selbstunfall) gilt ein Straßenverkehrsunfall, bei dem nur der verursachende Verkehrsteilnehmer (oder Passagiere im ÖPNV) beteiligt ist und keine Fremdeinwirkung vorliegt (z. B. Abdrängen, ungestreute Gehwege bei Schneefall).

## Ursachen
Hauptursachen für Alleinunfälle laut Verkehrsunfallstatistik sind:
- Überhöhte Geschwindigkeit
- Alkoholeinfluss des Fahrers
- Müdigkeit des Fahrers

Bei einigen Alleinunfällen wird eine suizidale Absicht vermutet. Die Vertuschung des Suizids als Unfall wird durch den Fahrer hingenommen oder sogar angestrebt, um Hinterbliebenen Scham zu ersparen oder um Suizid-Klauseln in Lebensversicherungen zu umgehen. Eine suizidale Absicht wird besonders bei Auffahrunfällen auf ein feststehendes Hindernis (Baum, Brückenpfeiler) ohne erkennbare Beeinträchtigung des Fahrers und ohne erklärende Umstände wie schlechte Sicht vermutet, wenn die Anamnese des Fahrers entsprechende Diagnosen aufweist. Schätzungen für den Anteil von Suiziden an Verkehrstoten insgesamt (also nicht nur bei Alleinunfällen) liegen zwischen einem Prozent für Ostdeutschland in den 1980er Jahren und sieben Prozent in Finnland Anfang der 1990er Jahre. Bei Alleinunfällen liegt diese Quote höher.
Bei Fahrradunfällen ohne Beteiligung anderer Verkehrsteilnehmer liegt nach Untersuchungen der Unfallforschung der Versicherer aus dem Jahr 2010 die Ursache häufig auch an der mangelhaften Radverkehrsinfrastruktur und am mangelnden Fahrtraining.

## Situation in Deutschland
Alleinunfälle werden als Kategorie in der Verkehrsunfallstatistik geführt. In Deutschland trat 2013 jeder zehnte Personenschaden infolge eines polizeilich erfassten Verkehrsunfalls bei einem Alleinunfall auf, dabei wurden 941 Menschen getötet.

### Häufigkeit nach Fahrzeugart
Die 981 Alleinunfälle mit Getöteten, die in Deutschland 2013 polizeilich erfasst wurden, verteilten sich wie folgt auf die Art des Fahrzeugs:
| Fahrzeug des Verunglückten / Hauptverursachers        | Anzahl der Alleinunfälle mit Todesfolge | Anzahl der Unfälle mit Unfallgegner mit Todesfolge | Gesamtzahl der Unfälle mit Todesfolge | Anteil der Alleinunfälle an der Gesamtzahl per Fahrzeugart |
| ----------------------------------------------------- | --------------------------------------- | -------------------------------------------------- | ------------------------------------- | ---------------------------------------------------------- |
| Pkw                                                   | 594                                     | 1004                                               | 1.598                                 | 37 %                                                       |
| Motorrad                                              | 180                                     | 142                                                | 322                                   | 56 %                                                       |
| Fahrrad                                               | 88                                      | 127                                                | 215                                   | 41 %                                                       |
| Fußgänger                                             | -                                       | 183                                                | 183                                   | Per Definition 0 %                                         |
| LKW                                                   | 26                                      | 136                                                | 162                                   | 16 %                                                       |
| Mofa / Moped                                          | 21                                      | 29                                                 | 50                                    | 42 %                                                       |
| Sonstige (Omnibusse, Sattelschlepper, Landwirtschaft) | 32                                      | 133                                                | 165                                   | 19 %                                                       |
| Summe                                                 | 941                                     | 1.754                                              | 2.695                                 | 35 %                                                       |

Bei Alleinunfällen wird eine hohe Dunkelziffer vermutet, da die offizielle Unfallstatistik auf der Aufnahme eines Unfalls durch die Polizei beruht. Da bei Alleinunfällen selten eine Regulierung des Schadens durch eine Versicherung zu erwarten ist, werden viele Alleinunfälle mit Sachschaden nicht angezeigt. Zudem würden manchen verunfallten Verkehrsteilnehmern unter Umständen Strafen drohen, zum Beispiel wegen Trunkenheitsfahrt. Hingegen kann angenommen werden, dass Alleinunfälle mit Todesfolge in der Regel polizeilich aufgenommen werden.